# Концерт для фортепіано з оркестром (Шнітке)
Концерт для фортепіано з оркестром Альфреда Шнітке написаний у 1960 році, під час навчання композитора в аспірантурі, є першим твором А. Шнітке в цьому жанрі. Вперше виконаний того ж року у Великому залі Московської консерваторії (диригент В. Бахарєв, соліст Л. Брумберг).
Складається з 3 частин:
1. Allegro
2. Andante
3. Allegro

В першій і третій частині відчуваються впливи Б. Бартока, А. Хачатуряна, Д. Шостаковича і С. Барбера, і оригінальною другою частиною — сі-мінорною елегією, що включає проведення теми першої частини піцикато.
Вперше записаний на CD Евою Купец у супроводі Берлінського оркестру радіо (Rundfunkorchester).